# Kedarnath
 (décembre 2015).
Si vous disposez d'ouvrages ou d'articles de référence ou si vous connaissez des sites web de qualité traitant du thème abordé ici, merci de compléter l'article en donnant les références utiles à sa vérifiabilité et en les liant à la section « Notes et références ».
Kedarnath (en devanagari: केदारनाथ) est un lieu-dit de l'Uttarakhand, dans le Nord de l'Inde. Dans l'hindouisme et particulièrement dans le Shivaisme, Kedarnath est un grand lieu de pèlerinage (jyotirlinga). Depuis le XIIe siècle des pèlerins y affluent. L'édifice n'est ouvert que d'avril à novembre environ. Un des plus grands érudits de l'hindouisme Adi Shankara y serait enterré. Kedarnath est considéré en Inde du Nord comme un lieu saint additionnel aux Char Dham, les quatre lieux de pèlerinage les plus importants en Inde.

## Histoire
Le lieu-dit de Kedarnath est fréquenté depuis 5000 ans par de nombreux ascètes et pèlerins, dont certains très célèbres tel que l'érudit keralais Adi Shankaracharya.

## Géographie
La localité est située dans la haute vallée de la Mandakini à plus de 3 000 mètres d'altitude. Le climat y est relativement froid, le printemps et l'été sont courts alors que l'hiver s'étale sur une période allant du mois de novembre jusqu'au mois d'avril. Du fait de son accessibilité limité, la vallée de Kedarnath est fréquentée seulement une partie de l'année, de la fête d'Akshaya Tritiya (fin avril/début mai) jusqu'à la fête de Bhai Dooj (dernière festivité de Diwali, qui a lieu généralement entre fin octobre/début novembre),.
Pour pouvoir se rendre à Kedarnath, les dévots partent de Gaurikund, une localité distante d'à peu près 20 km, et marchent pendant deux jours avant d'arriver au lieu de pèlerinage.

### Menace écologique
La vallée de Kedarnath, qui était peu fréquentée il y a à peine 50 ans[évasif], subit de nos jours une surfréquentation qui menace l'équilibre de l'environnement local. Les glaciers reculent à cause de la chaleur produite par les pèlerins, la récente[évasif] installation de nombreux magasins, hôtels et équipements publics fragilise l'écosystème himalayen.